# Naprepa cyllota
Naprepa cyllota is een vlinder uit de familie van de echte spinners (Bombycidae). De wetenschappelijke naam van de soort is voor het eerst geldig gepubliceerd in 1887 door Herbert Druce.